# Hekwerk Olympiaplein
Het Hekwerk Olympiaplein is een artistiek kunstwerk in de categorie toegepaste kunst in Amsterdam-Zuid.
Het langgerekte Olympiaplein in Amsterdam is voor het overgrote deel in gebruik bij Sportpark Olympiaplein. Dit sportpark diende tijdens de Olympische Zomerspelen 1928 als oefenterrein. Ook na die spelen bleef het terrein dus een sportaccommodatie, waarop gebouwd, gesloopt, gebouwd  etc. en gesport werd. Bij een vernieuwingsslag in het begin van de 21e eeuw onder ontwerp van VHP Landschapsarchitecten wenste het stadsdeelbestuur van Amsterdam-Zuid dat het terrein een nieuwe omheining kreeg. Een niet geringe klus want de omtrek is circa 1 kilometer lang. 
Ondertussen had Ruud-Jan Kokke elders in de stad ervaring opgedaan met het omheinen van kleinere sportaccommodaties in kooiconstructies. Zo wist hij eind jaren negentig van de 20e eeuw voor een project aan de Hoogte Kadijk een nieuwe soort metalen kooi te construeren. Door golvende gaasmatten te gebruiken die zelfstandig bleven staan, wist hij het geluidsniveau dat vaak ontstond door onderling contact tussen hekonderdelen, te voorkomen. Dit was het stadsdeel ter ore gekomen, waarop het Kokke inschakelde voor de nieuw te plaatsen terreinafscheiding. 
Kokke haalde voor de vormgeving inspiratie uit de bouwstijl Amsterdamse School, toegepast in de bebouwing rondom het plein. De kunstenaar kwam met een hekwerk dat een bolvormig uiterlijk heeft (een halve ui). Dit geeft volgens de kunstenaar een binnen- en buitengevoel. Die ronde vorm is ook terug te vinden in genoemde bouwstijl met haar hier en daar golvend uiterlijk. Net als bij de Hoogte Kadijk (Wijkarena Hard Gras) paste Kokke hier een hek zonder pijlers toe; het geheel is opgebouwd uit vierkante horizontale en verticale kokers, die slechts hier en daar ondersteuning krijgen. 
Een probleem (en oplossing) vormden de Italiaanse populieren die het complex omringen. Zij werden binnen het hekwerk geprojecteerd. Kokke vouwde het hekwerk om de bomen heen, maar gebruikte die uitstulpingen om het langgerekte hekwerk te breken als ook als visueel ophangpunt. Het hekwerk wordt op diverse plekken onderbroken door poorten.
De Amsterdamse School is tot slot terug te vinden in de bij de poorten toegepaste typografie. Een speciaal onderdeel van het hekwerk is een monumentje ter ere van Fanny Blankers-Koen, die hier trainingsarbeid verrichtte. Aan de zuidzijde (kant Stadionweg) is de zin Hier trainde Fanny Blankers-Koen in een afwijkende kleur (verguld) leesbaar.

Kokke won er in 2008 de publieksprijs Design to Business Award en Dutch Design Award (design product openbare ruimte) mee. Dutch Design Award over het hekwerk: 
Beeldschoon hekwerk dat het roemruchte Olympiaplein omsluit. De vormgeving sluit aan bij het decoratieve sierende gietijzer dat in grote hoeveelheden in de Amsterdamse openbare ruimte in de jaren twintig en dertig is aangebracht. Het hek is daarentegen geen moment overdreven nostalgisch of verminderd functioneel.

## Afbeeldingen

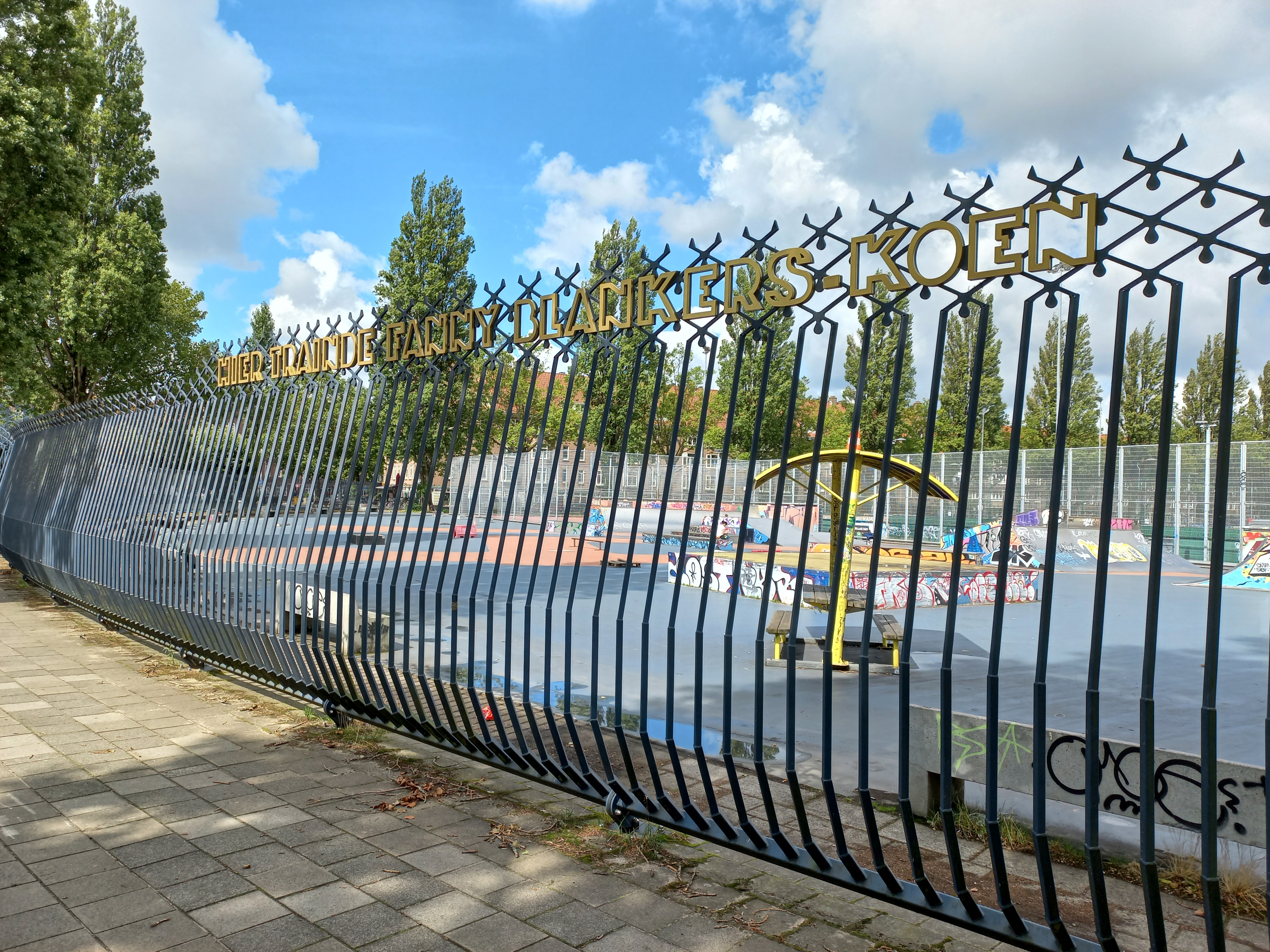
Fanny Blankers-Koen (augustus 2023)
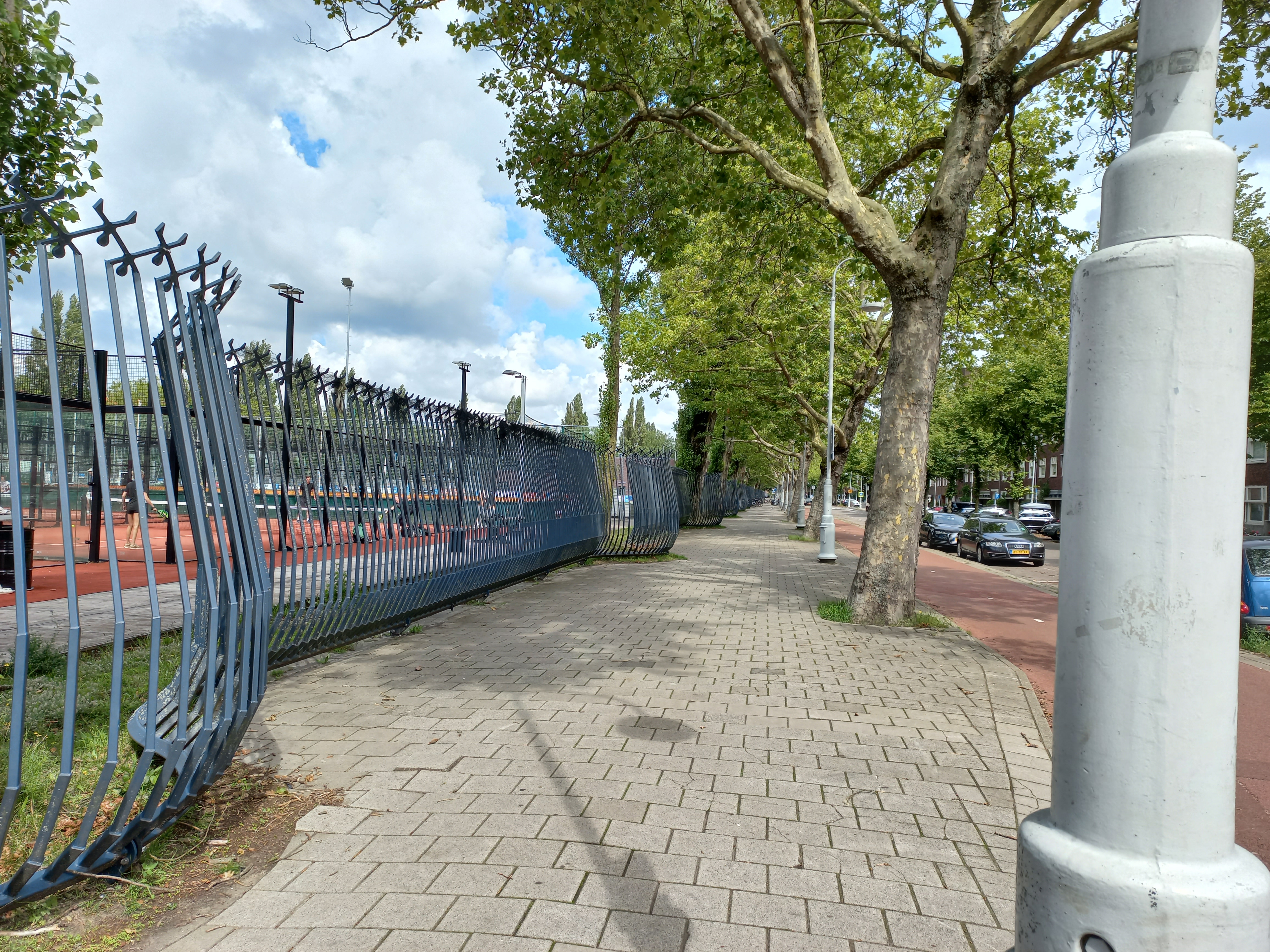
Bolvormige uitvoering (augustus 2023)
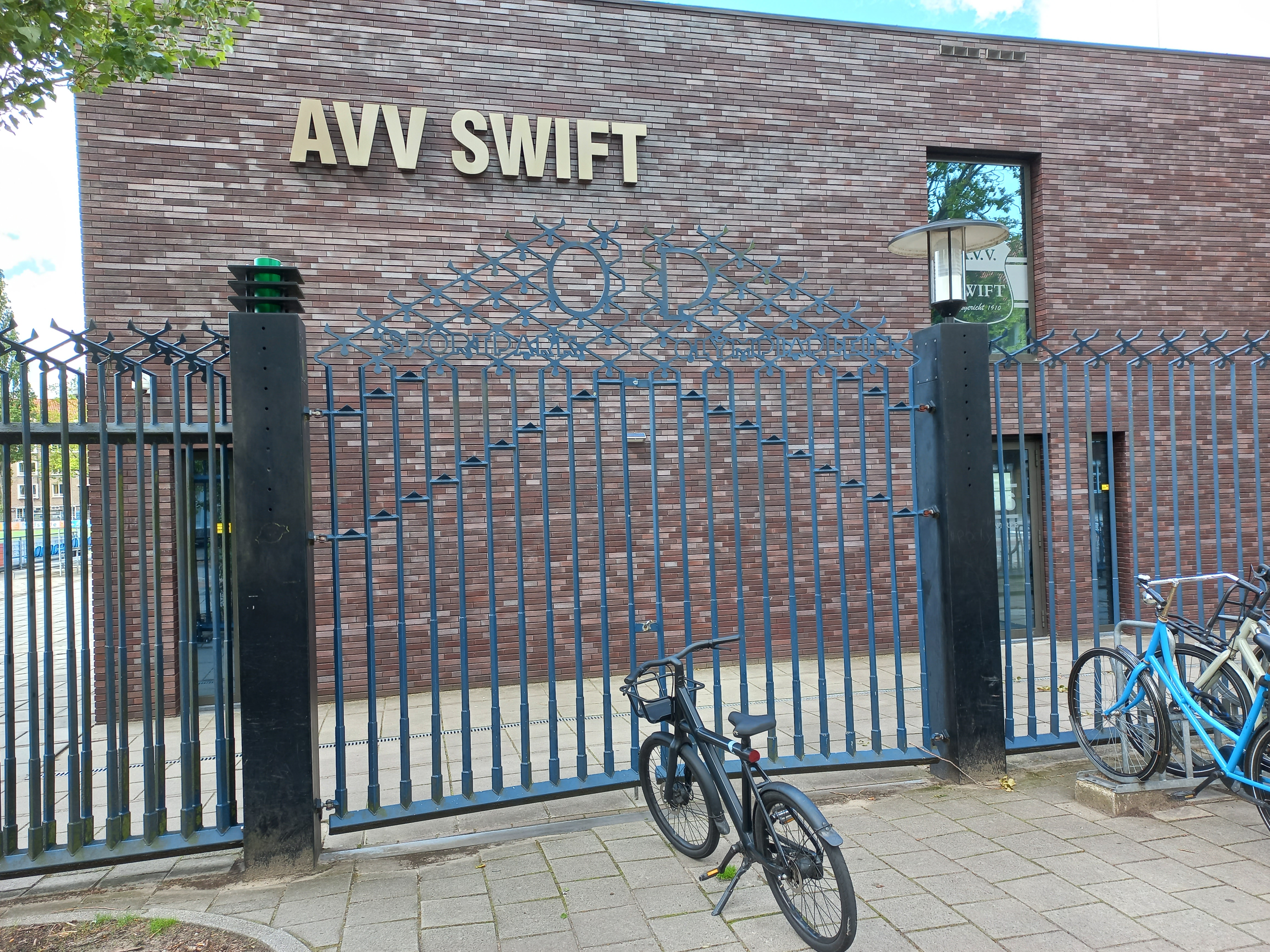
Oostelijke poort bij Swift (OP=Olympiaplein, augustus 2023)